# Molinadendron
Molinadendron es un  género de plantas de la familia Hamamelidaceae. Es originario del oeste de México. Comprende 3 especies descritas y de estas, solo 2 aceptadas.

## Descripción
Es un árbol perennifolio nativo de los bosques del oeste de México. Alcanza una altura de hasta 6,2 m de ltura. Las hojas son ovales, cónicas , de  7,6 a 15,2 cm de largo.

## Taxonomía
El género fue descrito por  Peter Karl Endress y publicado en Botanische Jahrbücher für Systematik, Pflanzengeschichte und Pflanzengeographie 89(3): 355. 1969. La especie tipo es: Molinadendron guatemalense  (Radlk. ex Harms) P.K. Endress

## Especies aceptadas
A continuación se brinda un listado de las especies del género Molinadendron aceptadas hasta mayo de 2014, ordenadas alfabéticamente. Para cada una se indica el nombre binomial seguido del autor, abreviado según las convenciones y usos. 
- Molinadendron guatemalense  (Radlk. ex Harms) P.K. Endress
- Molinadendron sinaloense (Standl. & Gentry) P.K. Endress